# Герасимов, Валерий Васильевич
Вале́рий Васи́льевич Гера́симов  (род. 8 сентября 1955, Казань) — советский и российский военачальник. Начальник Генерального штаба Вооружённых сил Российской Федерации — первый заместитель министра обороны Российской Федерации с 9 ноября 2012 года, член Совета Безопасности Российской Федерации. Генерал армии (2013), Герой Российской Федерации (2016).
С середины 2010-х годов в экспертных кругах за пределами России называется создателем внешнеполитической концепции («доктрины»), названной его именем. Также его называют главным идеологом концепции гибридной войны. С 11 января 2023 года — командующий Объединённой группировкой российских войск.
Вследствие роли в войне в Донбассе и вторжении России на Украину против него введены санкции стран Евросоюза, США, Великобритании и ряда других стран. В 2024 году Международный уголовный суд выдал ордер на арест Герасимова в связи с его предполагаемыми военными преступлениями, совершёнными в ходе нападения на Украину.

## Биография
Родился 8 сентября 1955 года в Казани. Происходит из семьи рабочих. Проходил учёбу в Казанском Суворовском военном училище (1971—1973), которое окончил с отличием. Также с золотой медалью окончил Казанское высшее танковое командное училище имени Верховного Совета Татарской АССР (1973—1977), с отличием — Военную академию бронетанковых войск имени Маршала Советского Союза Р. Я. Малиновского (1984—1987), Военную академию Генерального штаба Вооружённых Сил РФ (1995—1997).
В 1977 году начал прохождение службы в должности командира танкового взвода, затем танковой роты и впоследствии начальника штаба танкового батальона в 80-м танковом полку 90-й гвардейской танковой дивизии Северной группы войск в Польше (г. Борне-Сулиново).
С 1982 по 1984 год — начальник штаба — заместитель командира танкового батальона 185-го танкового полка 29-й мотострелковой дивизии (с. Троицкое), затем командир танкового батальона 231-го мотострелкового полка 40-й мотострелковой дивизии (пгт. Краскино) 5-й общевойсковой армии в Дальневосточном военном округе .
После окончания академии с 1987 года служил начальником штаба — заместителем командира, а затем и командиром 228-го танкового полка 144-й гвардейской мотострелковой дивизии Прибалтийского военного округа.
С 1991 года — начальник штаба — заместитель командира 144-й гвардейской мотострелковой дивизии, а с 1993 года — командир этой же дивизии в Прибалтийском военном округе и в Северо-Западной группе войск. В августе 1994 года руководил выводом дивизии в Московский военный округ (город Ельня).
С 1995 года — на учёбе в академии.
С 1997 года служил первым заместителем командующего 1-й гвардейской танковой армией в Московском военном округе.
С февраля 1998 года — начальник штаба — заместитель командующего, а с февраля 2001 года — командующий 58-й общевойсковой армией в Северо-Кавказском военном округе.
С августа 1999 года части армии вели масштабные боевые действия в ходе Второй чеченской войны.
Служил начальником штаба Дальневосточного военного округа с марта 2003 года, с апреля 2005 года — начальник Главного управления боевой подготовки и службы войск Вооружённых Сил Российской Федерации.
В декабре 2006 года вступил в должность начальника штаба Северо-Кавказского военного округа.
С 11 декабря 2007 года по 5 февраля 2009 года — командующий войсками Ленинградского военного округа, с 5 февраля 2009 года по 23 декабря 2010 года — командующий войсками Московского военного округа.
23 декабря 2010 года указом президента РФ назначен на должность заместителя начальника Генерального штаба Вооружённых сил Российской Федерации.

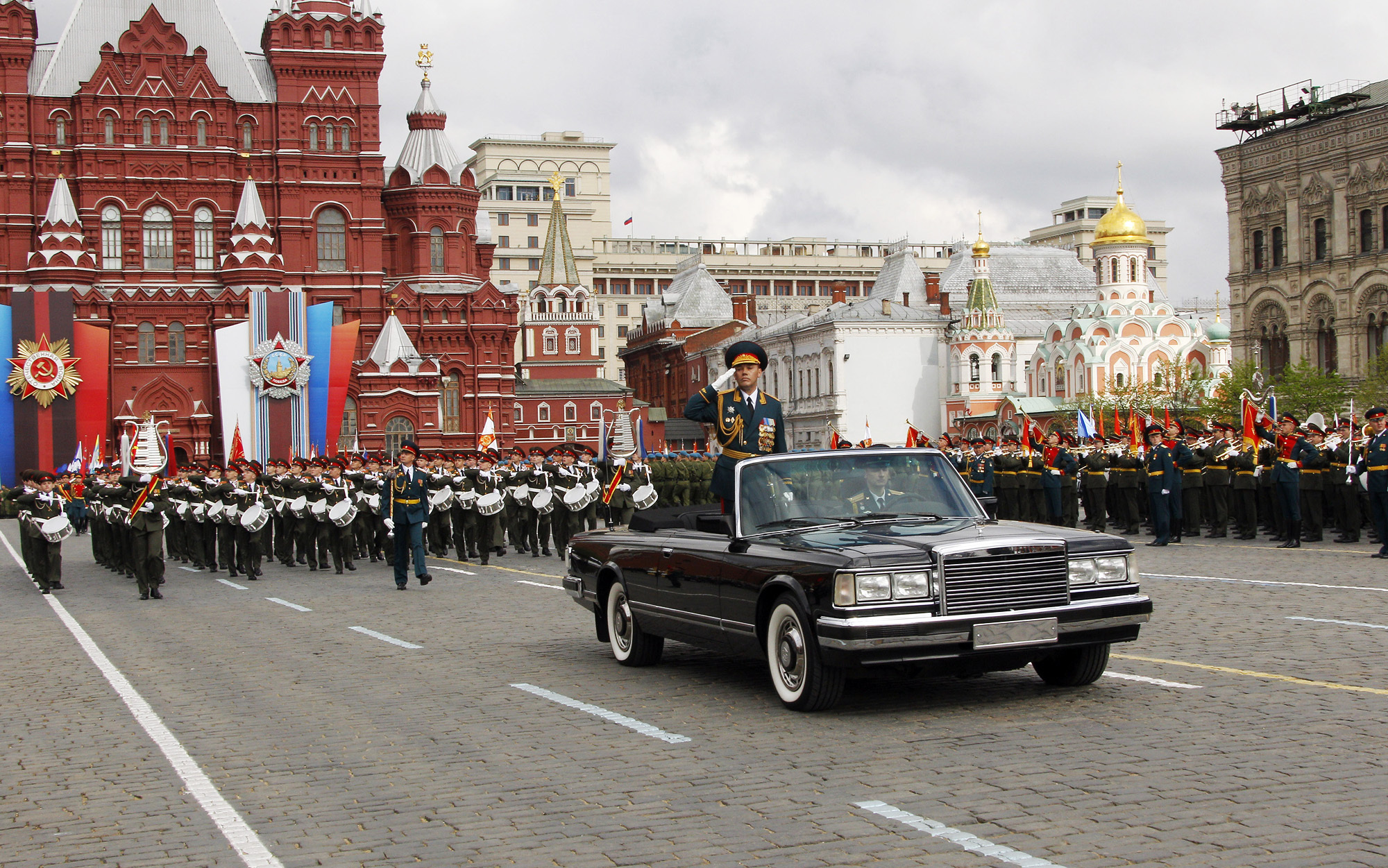
Заместитель начальника Генштаба ВС РФ генерал-полковник В. В. Герасимов
во главе Парада победы 9 мая 2011 года

В 2009—2012 годах командовал парадами в честь Дня Победы на Красной площади.
С 26 апреля 2012 года — командующий войсками Центрального военного округа.

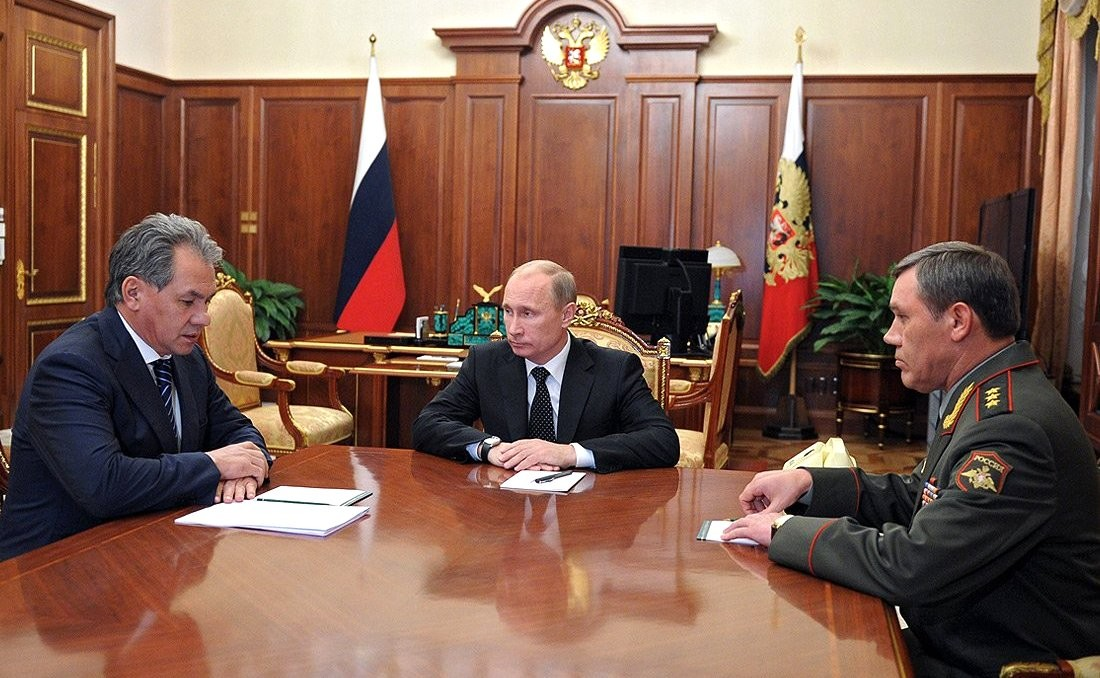
Сергей Шойгу, Владимир Путин и Валерий Герасимов 9 ноября 2012 года

После отставки Анатолия Сердюкова с должности министра обороны Российской Федерации 9 ноября 2012 года новый министр обороны Сергей Шойгу представил президенту России Владимиру Путину кандидатуру Валерия Герасимова на должность начальника Генерального штаба Вооружённых сил Российской Федерации — первого заместителя министра обороны Российской Федерации.

На встрече с президентом Валерий Герасимов заявил: 
Считаю, что вся деятельность Генерального штаба должна быть направлена на достижение одной главной цели — это поддержание боеспособности Вооружённых Сил в таком состоянии, которое гарантирует выполнение всех возложенных на Вооружённые Силы задач. И буду делать всё от меня зависящее для достижения этой цели.
9 ноября 2012 года назначен президентом России Владимиром Путиным на должность начальника Генерального штаба Вооружённых сил Российской Федерации — первого заместителя министра обороны Российской Федерации.
С 13 ноября 2012 года является членом Совета Безопасности Российской Федерации. Во время отсутствия министра обороны генерала армии Сергея Шойгу, генерал армии Валерий Герасимов является временно исполняющим обязанности министра обороны Российской Федерации.

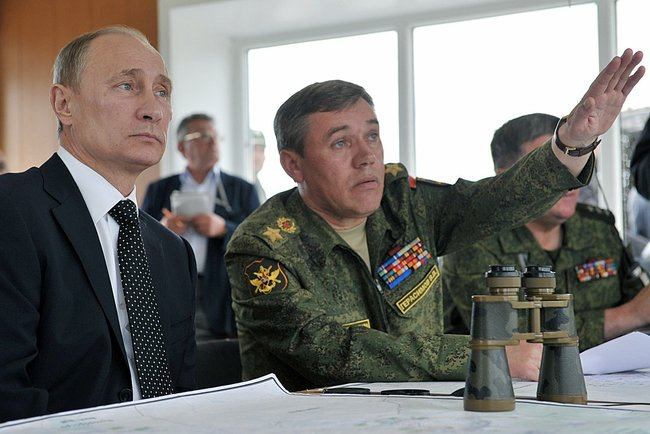
Владимир Путин и Валерий Герасимов 2013 год

В январе 2013 года выступил перед общим собранием Академии военных наук с докладом на тему «Основные тенденции развития форм и способов применения ВС, актуальные задачи военной науки по их совершенствованию».
Организатор военной операции России в Сирии, начатой в сентябре 2015 года. За мужество и героизм, проявленные при исполнении воинского долга, в мае 2016 года закрытым указом президента России, удостоен высшей государственной награды — звания Герой Российской Федерации.

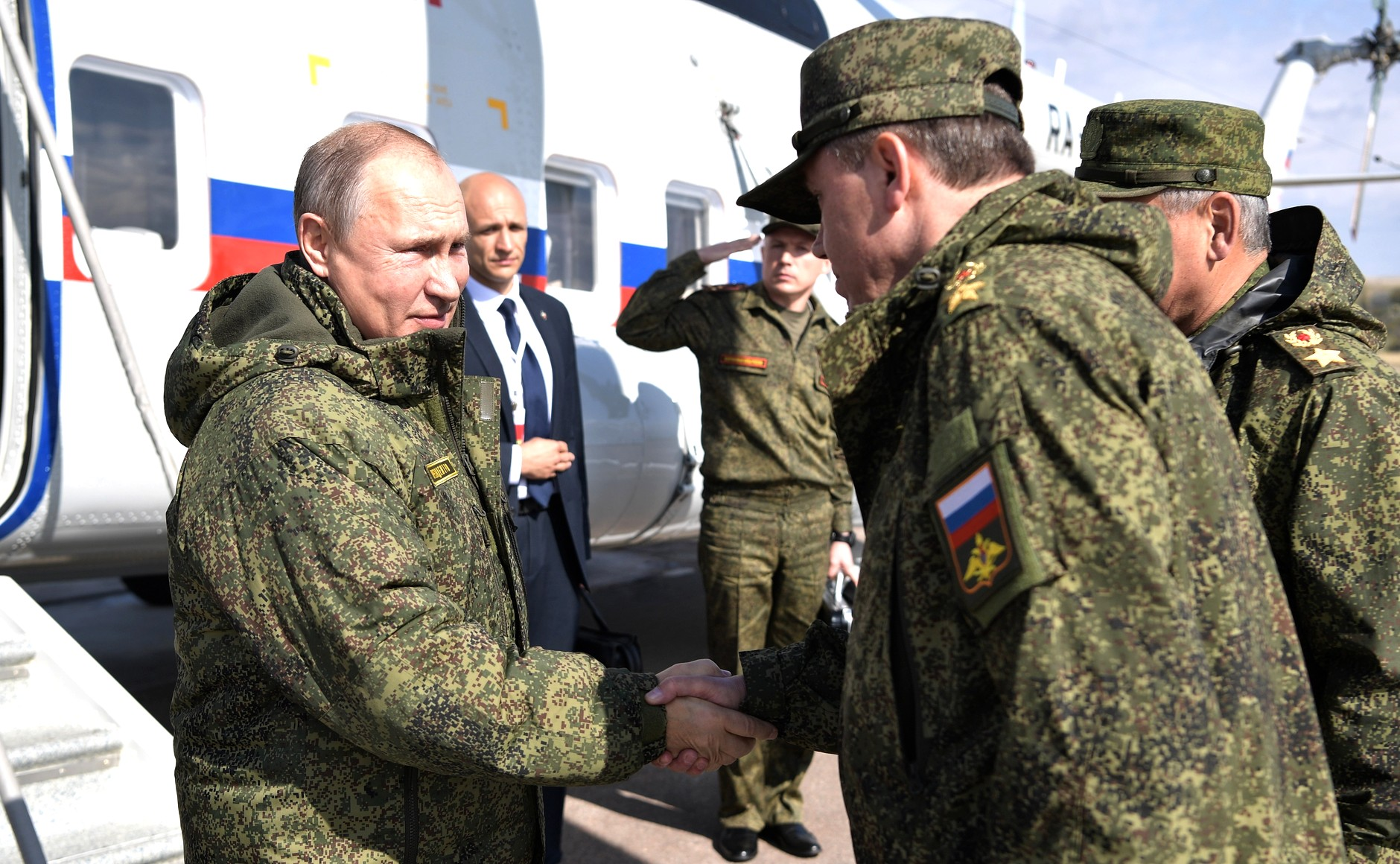
Президент России Владимир Путин и Валерий Герасимов на учениях «Центр-2019» Центрального военного округа. Оренбургская область. 20 сентября 2019 года

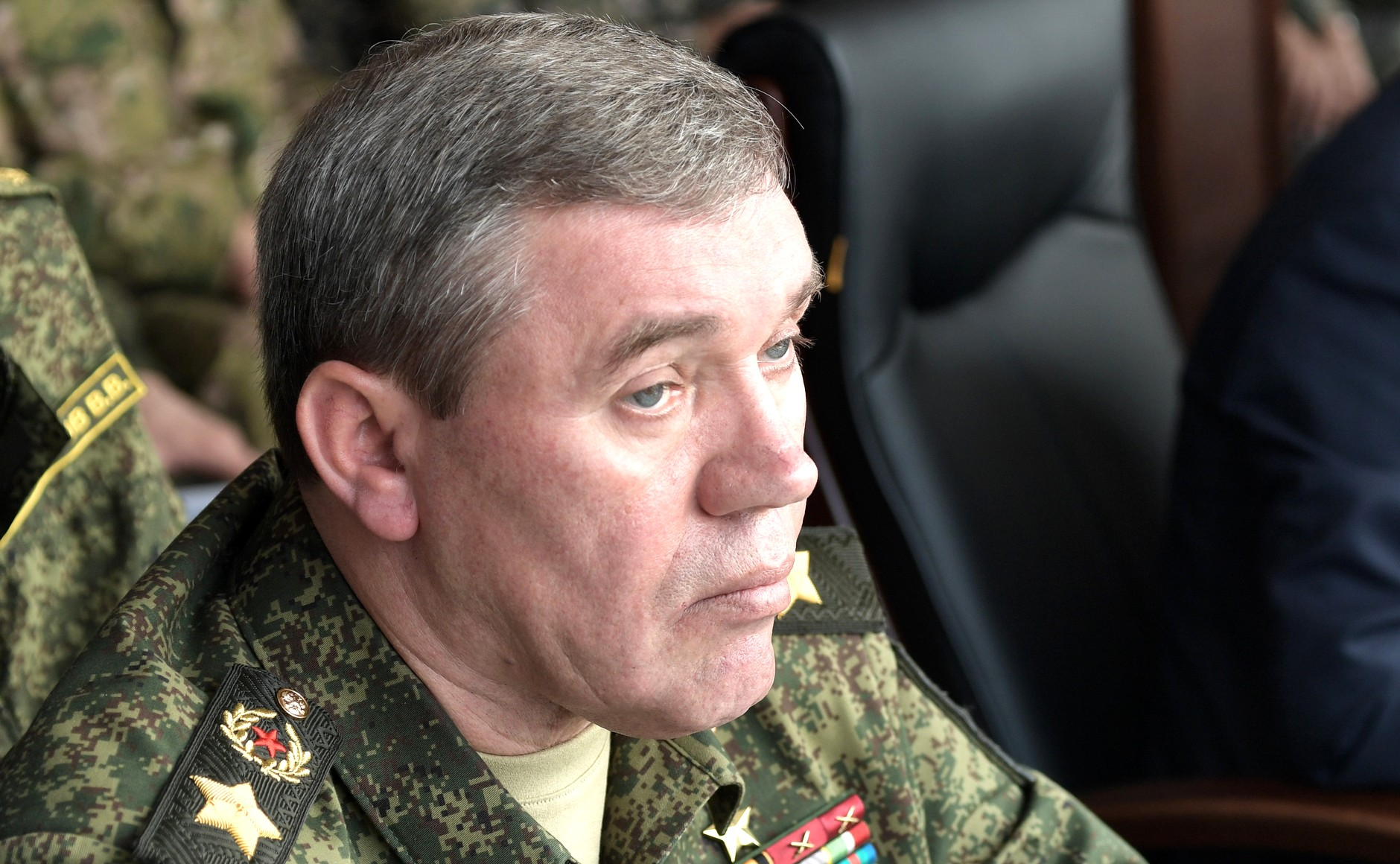
Валерий Герасимов на учениях «Центр-2019» Центрального военного округа. Оренбургская область. 20 сентября 2019 года

С середины 2015 года рядом зарубежных военных специалистов называется создателем так называемой «доктрины Герасимова», которая легла в основу российской концепции войны нового поколения.

## Российско-украинская война

### Война в Донбассе
В апреле 2014 года в результате кризиса на Украине в 2014 году, последовавшей аннексии Крыма Россией и вооружённого конфликта на востоке Украины был включён в санкционный список Европейского союза, в мае — в санкционный список Канады. Создатели сайта Bellingcat относят Валерия Герасимова к числу тех россиян, которые, возможно, отвечали за транспортировку ЗРК «Бук» на территорию Донбасса, неконтролируемую Украиной, и за пуск ракеты, которая сбила самолёт Боинг 777 рейса MH17 17 июля 2014 года.
5 августа 2015 года военная прокуратура Украины объявила Валерия Герасимова «главным идеологом войны на Донбассе». Служба безопасности Украины сообщила о подозрении Герасимова и ещё десяти военных 98-й воздушно-десантной дивизии в организации, подготовке и развязывании вооружённого конфликта на территории Украины (по факту событий под Иловайском). Шевченковским районным судом Киева было принято решение о заочном аресте указанных 11 военных. В свою очередь, Министерство обороны Российской Федерации заявило, что решения украинских властей о розыске и заочном аресте Валерия Герасимова и других российских военных является политическим и провокационным решением, а сама Служба безопасности Украины в связи с этим была названа «заповедником идиотизма».

### Российское вторжение 2022 года

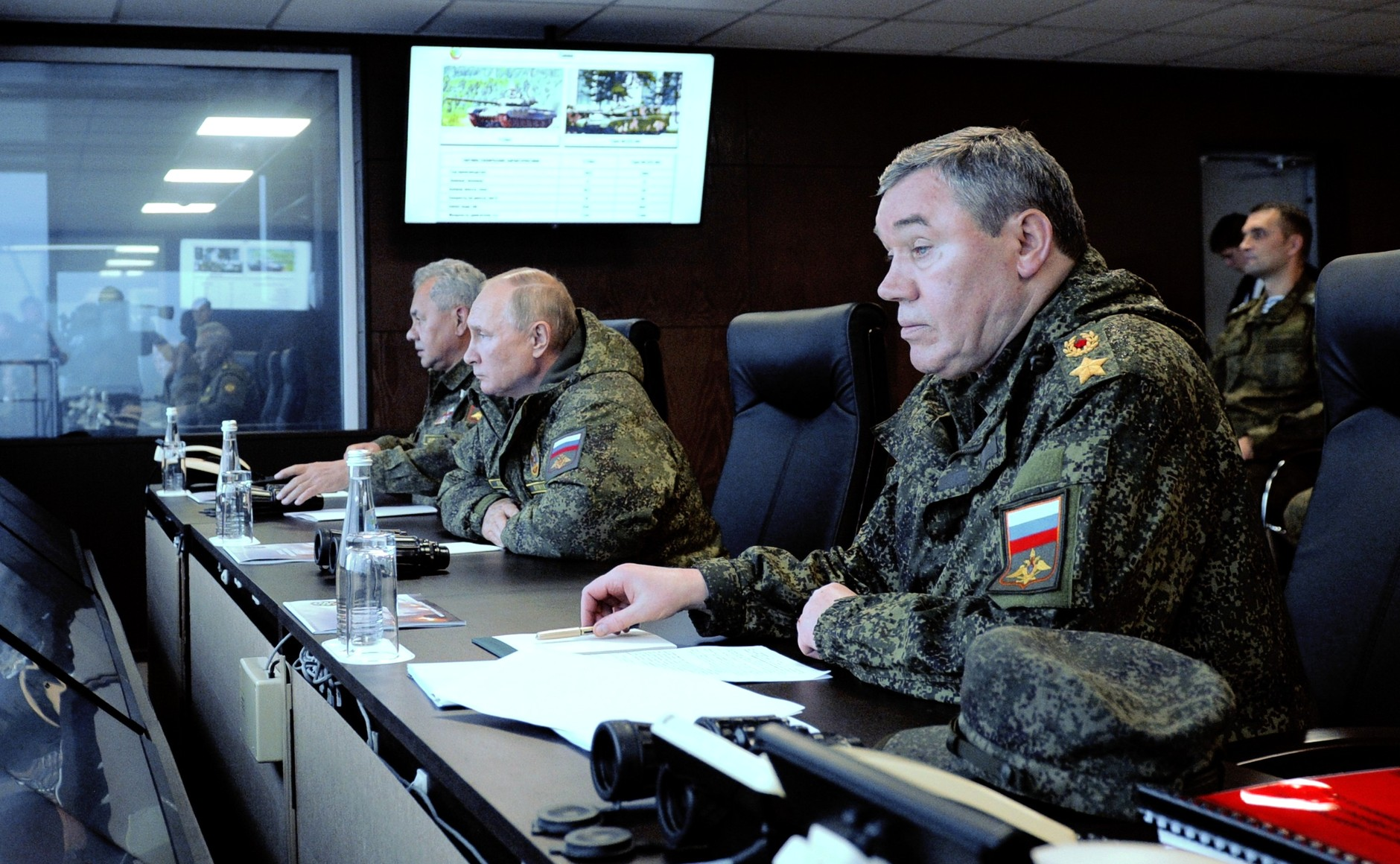
Валерий Герасимов, Сергей Шойгу и Владимир Путин в сентябре 2022 года

24 октября 2022 года прошли телефонные переговоры между главой Объединённого комитета начальников штабов США генералом Марком Милли и начальником российского генерального штаба Валерием Герасимовым по вопросам, связанным с безопасностью[значимость факта?].
11 января 2023 года министр обороны Сергей Шойгу назначил Герасимова командующим Объединённой группировкой войск в Украине. Прежний командующий генерал армии Сергей Суровикин, находившийся на этой должности с 8 октября 2022 года, стал одним из заместителей Герасимова. Двумя другими заместителями стали генерал армии Олег Салюков и генерал-полковник Алексей Ким.
По мнению The Washington Post, назначение Валерия Герасимова на должность командующего группировкой на Украине пришлось на важный момент конфликта, в то время как Москва борется за успех на поле боя, увязнув в затяжном и дорогостоящем конфликте, вместо ожидаемой быстрой победы.
По данным Human Rights Watch, согласно принципу командной ответственности, Герасимов может быть причастен к совершению военных преступлений в ходе боёв и блокады Мариуполя, в частности за нападение, препятствие гуманитарной помощи и эвакуации, а также преступлений против человечности.

## Санкции
29 апреля 2014 года был внесён в санкционный список Европейского союза в связи с действиями России в отношении Украины как «ответственного за массовое развертывание российских войск вдоль границы и эскалацию».
25 февраля 2022 года в связи со вторжением России на Украину министерством финансов США внесён наряду с президентом Владимиром Путиным и министром обороны Шойгу в санкционный список «за неспровоцированное и незаконное дальнейшее вторжение России в Украину».
Также находится в санкционных списках Великобритании, Канады, Швейцарии, Австралии, Японии, Украины и Новой Зеландии.

## Международное уголовное преследование
24 июня 2024 года Международный уголовный суд выдал ордер на арест Герасимова в связи с предполагаемыми международным военными преступлениями, совершёнными в ходе российского вторжения на Украину.  Суд заявил что есть достаточные основания полагать, что подозреваемый Герасимов несёт ответственность за «нанесение ударов по гражданским объектам, причинение чрезмерного сопутствующего вреда гражданскому населению и гражданским объектам, а также преступления против человечности в виде бесчеловечных действий». В решении суда отмечалось что Герасимов ответственен за ракетные удары по украинской энергоинфраструктуре, как минимум, с 10 октября 2022 года по 9 марта 2023 года.
Совет безопасности РФ назвал ордер МУС на арест Герасимова юридически бессмысленным и «элементом гибридной войны Запада против России», заявив, что «юрисдикция МУС не распространяется на Россию».

## Характеристики
Главнокомандующий Вооружёнными силами Украины Валерий Залужный, уже после начала вторжения 2022 года, положительно отзывался о Валерии Герасимове. В частности он сказал:
Я учился у Герасимова. Я читал всё, что он когда-либо писал… Он умнейший из людей, и мои ожидания от него были огромны.

## Воинские звания
- Лейтенант (1977)
- Старший лейтенант (1979)
- Капитан (1981)
- Майор (1984)
- Подполковник (1987)
- Полковник (1992)
- Генерал-майор (август 1994)
- Генерал-лейтенант (февраль 2002 года).
- Генерал-полковник (22 февраля 2005 года).
- Генерал армии (20 февраля 2013 года)[43].

## Семья
Женат. Есть дочь и сын — военный, офицер ВС РФ.

## Награды

### СССР и Россия
- Герой Российской Федерации (2016)[44][45]
- Орден Святого Георгия III степени (2017)[45]
- Орден Святого Георгия IV степени (2015)[45]
- Орден «За заслуги перед Отечеством» I степени (2021)[46]
- Орден «За заслуги перед Отечеством» III степени с мечами (2014)[45]
- Орден «За заслуги перед Отечеством» IV степени с мечами (2002)[45]
- Орден Александра Невского (2020)[47]
- Орден «За военные заслуги» (2000)[45]
- Орден Почёта (2012)[45]
- Орден «За службу Родине в Вооружённых Силах СССР» III степени[45]
- Медаль «За боевые заслуги»
- Медаль «В память 1000-летия Казани»
- Медаль «60 лет Вооружённых Сил СССР»
- Медаль «70 лет Вооружённых Сил СССР»
- Медаль «За боевые отличия»
- Медаль «За воинскую доблесть» 1-й степени
- Медаль «За укрепление боевого содружества»
- Медаль «200 лет Министерству обороны»
- Медаль «За отличие в военной службе» 1-й степени
- Медаль «За безупречную службу» 2-й степени
- Медаль «За безупречную службу» 3-й степени
- Медаль «За участие в военном параде в День Победы»
- Медаль «За возвращение Крыма»
- Медаль «За морские заслуги в Арктике»
- Медаль «За укрепление государственной системы защиты информации» 1-й степени
- Медаль «За заслуги в обеспечении национальной безопасности»
- Медаль «За содружество во имя спасения»
- Заслуженный военный специалист Российской Федерации (2009)[48]

### Иностранные награды
- Орден Дружбы народов (Беларусь, 31 марта 2010) — за значительный личный вклад в укрепление мира, дружественных отношений и сотрудничества между Республикой Беларусь и Российской Федерацией[49]
- Орден Армии Никарагуа (Никарагуа, 2013)[50]
- Медаль «За заслуги в сфере военного сотрудничества» (Азербайджан, 2014)[51].
- Медаль «Маршал Баграмян» (ВС Армении, 2015)
- Медаль «Боевое содружество» (Сирия, 2016)
- Орден Боевого Красного Знамени (Монголия, 2021)[52]

### Общественные награды
- Императорский военный орден Святителя Николая Чудотворца

## Публикации
- Герасимов В. В. Ценность науки в предвидении (рус.) // Военно-промышленный курьер : еженедельная газета. — 2013. — 27 февраль (т. 476, № 8).
- Герасимов В. В. ИГИЛ начался с «Талибана» (рус.) // Военно-промышленный курьер : еженедельная газета. — 2015. — 14 октябрь (т. 605, № 39).
- Герасимов В. В. Опыт первой атаки. Насаждение ценностей западной демократии взорвало Ближний Восток (рус.) // Военно-промышленный курьер : еженедельная газета. — 2016. — 11 май (т. 632, № 17).
- Герасимов В. В. Мир на гранях войны. Мало учитывать сегодняшние вызовы, надо прогнозировать будущие (рус.) // Военно-промышленный курьер : еженедельная газета. — 2017. — 15 март (т. 674, № 10).
- Герасимов В. В. Опыт стратегического руководства в Великой Отечественной войне и организация единого управления обороной страны в современных условиях (рус.) // Вестник Академии военных наук : журнал. — 2015. — Т. 51, № 2. — С. 5.
- Герасимов В. В. Организация обороны Российской Федерации в условиях применения противником «традиционных» и «гибридных» методов ведения войны (рус.) // Вестник Академии военных наук : журнал. — 2016. — Т. 55, № 2. — С. 19.
- Gerasimov V. The Value of Science Is in the Foresight (англ.) // Military Review : журнал. — 2016. — January-February. — С. 23—29.